# Puffinus puffinus

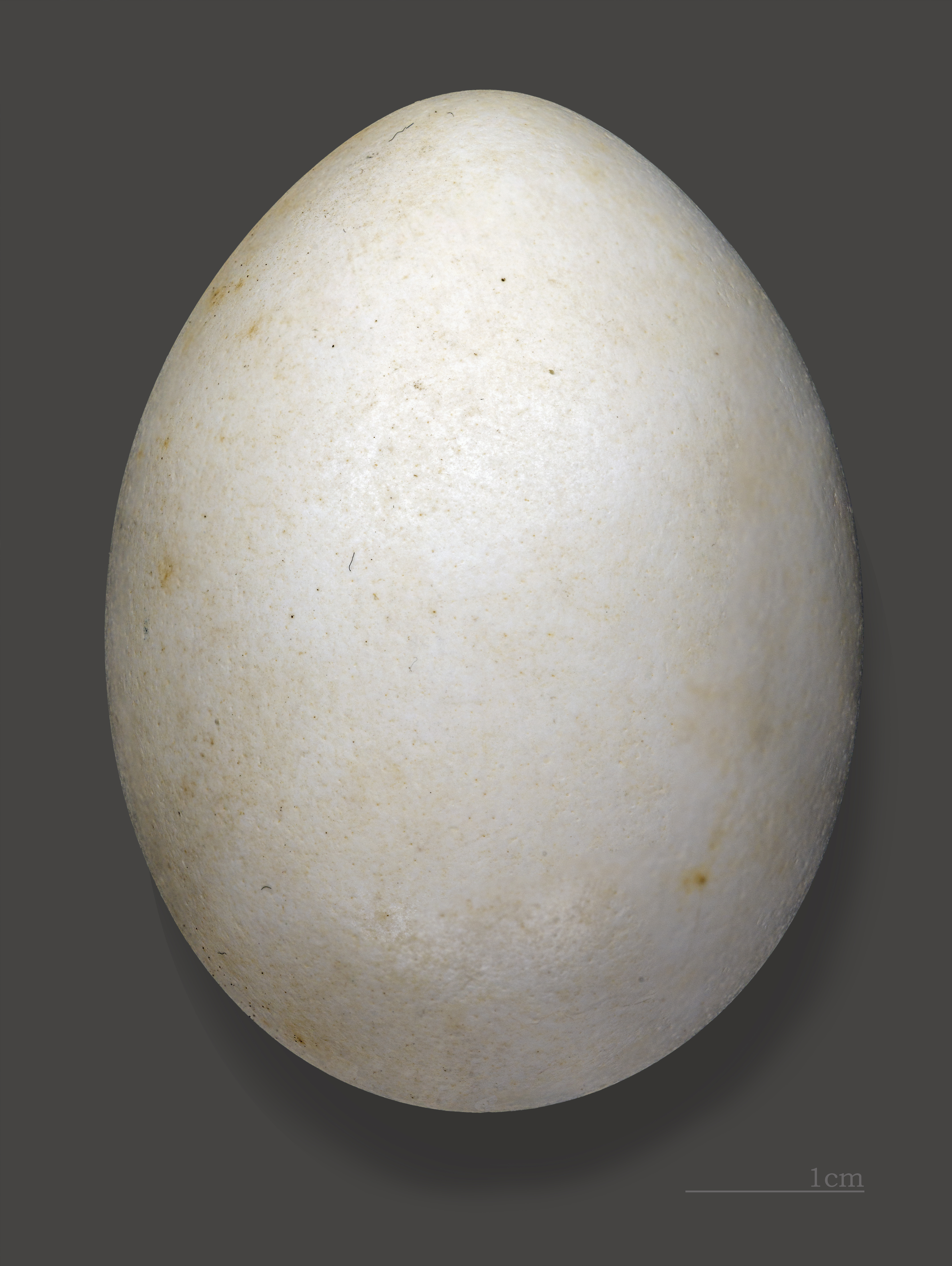
Trứng.

Puffinus puffinus là một loài chim biển có kích cỡ trung bình trong họ Procellariidae. Danh pháp Puffinus puffinus bắt nguồn từ tên gọi của loài này vào thế kỷ XVII Manks puffins.

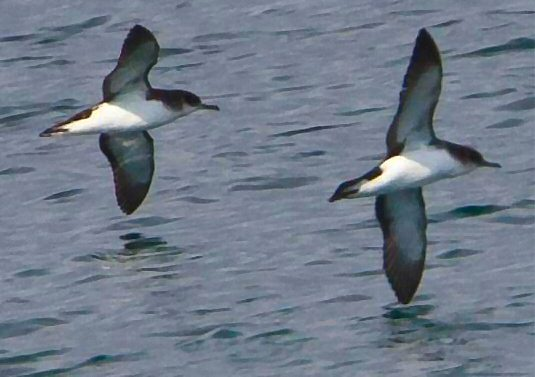
Puffinus puffinus tại Iceland.